# Anglesia Visconti
Anglesia Visconti (Milán, 1377-Reggio nell'Emilia, 12 de octubre de 1439) fue la hija pequeña de Bernabò Visconti, señor de Milán, y Beatrice Regina della Scala.

## Negociaciones matrimoniales
El 6 de mayo de 1385, su padre Bernabò fue capturado por Gian Galeazzo Visconti, que quería para sí el señorío de Milán, y encerrado en el castillo de Trezzo sull'Adda, donde murió supuestamente envenenado.
Para casarse con ella, se realizaron tres negociaciones matrimoniales diferentes sucesivas. La primera se abrió en 1393 y se refería a un posible matrimonio con Federico VI de Hohenzollern; en esta ocasión intervino Uberteto Visconti. Fracasado ese primer intento, Gian Galeazzo Visconti volcó sus intereses sobre Federico V de Turingia y envió en 1398 a Paganino da Biassono para tratar un posible matrimonio.

## Matrimonio
La tercera negociación matrimonial tuvo éxito y alrededor de 1401 Anglesia se casó con Jano de Lusignan (1375-1432), rey de Chipre. El matrimonio, sin embargo, no duró mucho: el marido la repudió en 1407. Jano se volvió a casar, en 1411, con Carlotta di Borbone, quien le dio cuatro hijos, incluido el heredero al trono Juan II de Lusignano.

## Regreso a Lombardía
En 1409, Anglesia regresó a Lombardía, pero aún conservaba el título de reina de Chipre, pero no regresó.
Giovanni Maria Visconti, señor de Milán, hijo de Gian Galeazzo, asignó sus activos para satisfacer sus serias fallas económicas. Activos que en 1412 Filippo Maria Visconti le pidió que devolviera a los monjes de Pavía.
Heredó algunos bienes de su hermana Lucía, que murió en 1424.

## Muerte
Anglesia, muy enferma, se fue a vivir a Reggio Emilia con su hermana Isotta , que era hija natural de Bernabò y se había casado con Carlo da Fogliano. 
Hizo su testamento en junio de 1439 dejando esos bienes a sus medio hermanos Isotta y Leonello, los únicos hijos de Bernabò que permanecieron con vida.